# Episodi di Chowder - Scuola di cucina (seconda stagione)
La seconda stagione della serie animata Chowder - Scuola di cucina, composta da 20 episodi, è stata trasmessa negli Stati Uniti, da Cartoon Network, dal 2 ottobre 2008 all'8 ottobre 2009.
In Italia è stata trasmessa su Cartoon Network dal 4 maggio 2009.
| n°  | Titolo originale            | Titolo italiano                          | Prima TV USA      | Prima TV Italia |
| --- | --------------------------- | ---------------------------------------- | ----------------- | --------------- |
| 1a  | The Arborians               | L'invasione del Pioppo Pippo             | 2 ottobre 2008    |                 |
| 1b  | The Garage Sale             | Giù le mani dai ricordi                  | 20 novembre 2008  |                 |
| 2a  | Panini for President        | Il presidente Chowder                    | 20 aprile 2008    |                 |
| 2b  | Chowder's Babysitter        | La bella baby-sitter                     | 20 aprile 2008    |                 |
| 3a  | The Fire Breather           | Bocca di fuoco                           | 13 novembre 2008  |                 |
| 3b  | The Flying Flinging Lingons | Le sfavillanti sfere volanti             | 13 novembre 2008  |                 |
| 4   | Hey, Hey It's Knishmas!     | Felice grande festa                      | 4 dicembre 2008   |                 |
| 5a  | Chowder's Cathering Company | Chowder catering                         | 11 dicembre 2008  |                 |
| 5b  | The Catch Phrase            | L'urlo di battaglia                      | 11 dicembre 2008  |                 |
| 6a  | The Hot Date                | Appuntamento al buio                     | 12 febbraio 2009  |                 |
| 6b  | Shopping Spree              | Shopping mania                           | 12 febbraio 2009  |                 |
| 7a  | The Party Cruise            | La battuta di pesca                      | 2 aprile 2009     |                 |
| 7b  | Won Tomb Bombs              | Storia di un fiasco culinario            | 1 giugno 2009     |                 |
| 8a  | The Big Hat Biddies         | Il club dei cappelloni                   | 2 giugno 2009     |                 |
| 8b  | The Deadly Maze             | La vendetta                              | 3 giugno 2009     |                 |
| 9a  | Kid Shnitzel                | L'asilo dei vecchi neonati               | 4 giugno 2009     |                 |
| 9b  | Gazpacho Fights Back        | Gazpacho si ribella                      | 18 giugno 2009    |                 |
| 10a | The B.L.T.s                 | Il test                                  | 11 giugno 2009    |                 |
| 10b | Trouble with Truffles       | La voce                                  | 11 giugno 2009    |                 |
| 11  | The Dinner Theater          | Teatro e culinaria                       | 25 giugno 2009    |                 |
| 12a | Big Ball                    | Né vincitori né vinti                    | 2 luglio 2009     |                 |
| 12b | The Brain Freeze            | Testa congelata                          | 9 luglio 2009     |                 |
| 13a | The Snail Car               | La nuova lumacchina                      | 16 luglio 2009    |                 |
| 13b | The Lollistops              | Il leccaleccone                          | 23 luglio 2009    |                 |
| 14a | Endive's Dirty Secret       | Il ricatto                               | 30 luglio 2009    |                 |
| 14b | Big Food                    | La leggendaria Signora Menù              | 30 luglio 2009    |                 |
| 15a | Paint the Town              | Chowderland                              | 6 agosto 2009     |                 |
| 15b | The Blackout                | Blackout                                 | 6 agosto 2009     |                 |
| 16a | The Dice Cycle              | I bugiardi hanno le gambe corte          | 13 agosto 2009    |                 |
| 16b | The Chain Recipe            | Ricetta anti-iella                       | 13 agosto 2009    |                 |
| 17a | The Garden                  | Il giardino                              | 20 agosto 2009    |                 |
| 17b | Sheboodles                  | La cena è servita                        | 20 agosto 2009    |                 |
| 18a | Gazpacho Moves In           | Gazpacho si trasferisce                  | 27 agosto 2009    |                 |
| 18b | My Big Fat Stinky Wedding   | Il mio grosso grasso matrimonio schifoso | 3 settembre 2009  |                 |
| 19a | Apprentice Appreciation Day | La giornata dell'apprendista             | 10 settembre 2009 |                 |
| 19b | The Grape Worm              | Il verme dell'uva                        | 17 settembre 2009 |                 |
| 20a | A Faire to Remember         | Qualcosa da ricordare                    | 24 settembre 2009 |                 |
| 20b | Tofu Town Showdown          | Kung Tofu                                | 8 ottobre 2009    |                 |